# Luis Carrillo y Sotomayor
Luis Carrillo y Sotomayor (Baena, província de Còrdova, 1585 – Puerto de Santa María, província de Cadis, 22 de gener del 1610) va ser un poeta espanyol del Segle d'or espanyol.

## Biografia
De noble família, fill de Fernando Carrillo i de Francisca Valenzuela y Faxardo, va estudiar a la Universitat de Salamanca. Posteriorment va iniciar la carrera militar, concretament a la marina, on va arribar a ostentar el càrrec de cuatralbo. Va ser cavaller de l'Orde de Santiago i Comendador de la Fuente del Maestre, càrrec que no va arribar a exercir donat que el va sorprendre la mort als 24 anys. Va viure a la cort i va celebrar a diversos magnats, en especial el comte de Niebla. Va morir d'una malaltia contreta a l'adolescència.

## Obra
És autor de l'interessant tractat Libro de la erudición poética (1611), en què l'autor exposa l'estètica del Barroc: poesia difícil i de forma molt elaborada i enginyosa. El conceptisme i el culteranisme tenen en Luis Carrillo el seu precedent més immediat.
La seva producció poètica va ser recollida pel seu germà Alonso en Obras de don Luis Carrillo y Sotomayor, Madrid, 1611. Dámaso Alonso va editar el 1936 les seves Poesías completas. En elles hi ha ecos de Garcilaso de la Vega i del pregongorisme. Dámaso Alonso i també José María de Cossío van negar que la seva Fábula de Acis y Galatea influís en el Polifemo y Galatea de Luis de Góngora.